# Phytolacca thyrsiflora
Phytolacca thyrsiflora är en kermesbärsväxtart som beskrevs av Edward Fenzl och Johann Anton Schmidt. Phytolacca thyrsiflora ingår i släktet kermesbärsläktet, och familjen kermesbärsväxter. Inga underarter finns listade i Catalogue of Life.